# Carlos Alzate
Pour les articles homonymes, voir Alzate.
Alzate  Escobar est un nom espagnol. Le premier nom de famille, en général paternel, est Alzate ; le second, en général maternel, souvent omis, est Escobar.
Carlos Eduardo Alzate Escobar, né le 23 mars 1983 à Tuluá (département de la Valle del Cauca) est un coureur cycliste colombien. Spécialisé dans la poursuite par équipes et individuelle, il a participé au tournoi de poursuite par équipes aux Jeux olympiques de 2008 à Pékin, et a été champion panaméricain de ces deux disciplines en 2007.

## Repères biographiques
En 2006, il fait partie de la sélection colombienne de cyclisme sur piste qui s'illustre sur de nombreuses compétitions continentales. Il obtient la médaille d'or de la poursuite individuelle des championnats panaméricains de cyclisme qui se déroule à São Paulo. À Carthagène des Indes, lors des Jeux d'Amérique centrale et des Caraïbes, il décroche, également, le titre dans cette discipline. Et au mois de novembre, lors des Jeux sud-américains, il gagne sa troisième médaille d'or de l'année en poursuite individuelle. Il y ajoute un titre en poursuite par équipes et associé à Juan Pablo Forero, le bronze dans la course à l'américaine.
Seul représentant masculin de la délégation colombienne aux Mondiaux 2007, il ne dépasse pas le stade des qualifications en poursuite individuelle. Dans la course aux points, il se qualifie pour la finale, mais abandonne lors de celle-ci. Quelques semaines plus tard, il conserve son titre de champion panaméricain de poursuite individuelle. À Valencia, il décroche, également, avec ses coéquipiers le titre en poursuite par équipes, mais termine quatrième de la course à l'américaine, à un tour des vainqueurs. En juillet, lors des Jeux panaméricains, ses résultats sont moins brillants. Il échoue à la quatrième place de la poursuite individuelle. Et la sélection colombienne, dont il fait partie, est battue en finale de la poursuite par équipes par les Chiliens. Ceux-ci battent, à cette occasion, le record des Jeux de la discipline, détenue depuis les qualifications par Alzate et ses partenaires. 
Lors de la coupe du monde 2007-2008, Alzate dispute avec sa sélection la poursuite par équipes. Elle participe aux quatre manches de la coupe du monde. Le meilleur résultat est une 7e place à Los Angeles, qui associée à une 8e place à Copenhague, la place au 12e rang de la coupe du monde 2007-2008 de poursuite par équipes. Il dispute, également, la course à l'américaine avec Juan Pablo Forero. Des quatre épreuves de coupe du monde disputées, le duo ne réussit à entrer dans les points qu'à Los Angeles avec une 8e place, ce qui le classe au 18e rang de la coupe du monde 2007-2008 de course à l'américaine. À Pékin, il dispute, aussi, la poursuite individuelle mais sans grand résultat.
Quelques semaines après la fin de la coupe du monde 2007-2008, il participe aux championnats du monde à Manchester. Membre de l'équipe championne panaméricaine de poursuite, il prend part aux qualifications de cette discipline, qu'il achève à la 11e place. Il s'aligne également aux qualifications de la poursuite individuelle, sans plus de résultat, puisqu'il termine 20e et est éliminé dès ce stade de la compétition.
En août 2008, il dispute ses premiers Jeux. Il s'aligne au départ des qualifications de la poursuite individuelle. Il est battu nettement par Steven Burke, lors de sa série qualificative et est éliminé. Il termine la compétition à la seizième place.
Après les Jeux, il se consacre plus spécifiquement au cyclisme sur route, effectuant néanmoins quelques compétitions sur piste. Il quitte la Colombie pour les États-Unis, où il dispute surtout des épreuves du calendrier national américain. Il se spécialise peu à peu dans les critériums. Après trois ans passés dans l'équipe Exergy, à l'arrêt de celui-ci, il signe chez UnitedHealthcare, où il intègre la formation disputant les critériums. Cependant, il espère pouvoir courir en Europe avec l'autre partie de l'équipe continentale professionnelle.  
Comme espéré en début d'année, devant ses bons résultats du premier semestre 2013, les responsables de l'équipe continentale professionnelle Unitedhealthcare le transfèrent de la formation des critériums à celle de compétitions sur route, au 1er juillet.
Fin 2014, il prolonge son contrat avec la formation UnitedHealthcare.

## Palmarès sur route

### Par années
| - 2004 - 4e étape du Tour de Colombie espoirs - 2005 - 7e et 12e étapes de l'International Cycling Classic - 2006 - 8e étape du Tour du Salvador - 2007 - 4e étape de la Vuelta al Valle del Cauca - 2008 - 12e étape de l'International Cycling Classic - 2009 - 5e étape de la Vuelta a Cundinamarca - 2010 - 3e de la Clásico San Antonio de Padua Guayama - 2011 - Manhattan Beach Grand Prix - 2e de la Clarendon Cup - 2e du Tour de Delta - 3e de l'Historic Roswell Criterium - 3e de l'U.S. Air Force Cycling Classic - 2012 - 2e étape du Nature Valley Grand Prix - 4e étape de la Cascade Classic - 2e du Sunny King Criterium - 3e de la Crystal City Cup - 2013 - Sunny King Criterium - 2e de l'Athens Twilight Criterium - 2e du Glencoe Grand Prix - 2e du Tulsa Tough - 3e de l'Historic Roswell Criterium - 3e du Tour de Somerville - 3e de l'Intelligentsia Cup | - 2014 - Sunny King Criterium - 2015 - 2e et 4e étapes de la Gateway Cup - 2e du Rochester Twilight Criterium - 2e de la Gateway Cup - 2e de l'USA Cycling National Criterium Calendar - 2016 - 3e étape de la Joe Martin Stage Race - 2017 - Clarendon Cup - Gateway Cup : - Classement général - 1re et 2e étapes - 2e du Sunny King Criterium - 3e du Tour du lac Taihu - 2019 - 5e étape du Tour de Colombie |

### Classements mondiaux
| Année            | 2006 | 2007 | 2008 | 2009 | 2010 | 2011 | 2012 | 2013 | 2014 | 2015 | 2016 | 2017   |
| ---------------- | ---- | ---- | ---- | ---- | ---- | ---- | ---- | ---- | ---- | ---- | ---- | ------ |
| UCI America Tour | 223e | 157e |      |      | 123e | 267e |      |      |      |      | 381e | 401e   |
| UCI Asia Tour    |      |      |      |      |      |      |      |      | 207e |      | 348e | 108e   |
| UCI Europe Tour  |      |      |      |      |      |      |      |      |      |      |      | 1 610e |

## Palmarès sur piste

### Jeux olympiques
- Pékin 2008
  - 16e de la poursuite individuelle[30] (éliminé au tour qualificatif[31]).

Il n'y a seulement que huit qualifiés lors de ce tour éliminatoire.

### Championnats du monde
- Melbourne 2004
  - 16e de la poursuite par équipes (avec Arles Castro, Alexander González et José Serpa)[32].
- Palma de Majorque 2007
  - 15e de la poursuite individuelle (éliminé au tour qualificatif)[3].
  - abandon en finale de la course aux points[5].
- Manchester 2008
  - 11e de la poursuite par équipes (avec Juan Esteban Arango, Arles Castro et Jairo Pérez) (éliminé au tour qualificatif)[15].
  - 20e de la poursuite individuelle (éliminé au tour qualificatif)[16].

### Coupe du monde
- 2003
  - 1er de la poursuite par équipes à Aguascalientes (avec Alexander González, José Serpa et Juan Pablo Forero).

### Championnats panaméricains
- Mar del Plata 2005
  -  Médaillé de bronze de la poursuite par équipes (avec José Serpa, Alexander González et Carlos Quintero).
- São Paulo 2006
  -  Médaillé d'or de la poursuite individuelle[1].
  - 4e de la poursuite par équipes (avec Jairo Pérez, Arles Castro et Alexander González)[33].
- Valencia 2007
  -  Médaillé d'or de la poursuite par équipes (avec Juan Pablo Forero, Arles Castro, Jairo Pérez).
  -  Médaillé d'or de la poursuite individuelle.
  - 4e de la course à l'américaine (avec Juan Pablo Forero)[6].

### Jeux panaméricains
- Rio de Janeiro 2007
  -  Médaillé d'argent de la poursuite par équipes (avec Juan Pablo Forero, Arles Castro et Jairo Pérez).
  - 4e de la poursuite individuelle[7].

### Jeux sud-américains
- Mar del Plata 2006
  -  Médaillé d'or de la poursuite individuelle[34].
  -  Médaillé d'or de la poursuite par équipes[35].
  -  Médaillé de bronze de la course à l'américaine (avec Juan Pablo Forero)[36].
- Medellín 2010
  -  Médaillé d'or du scratch.

### Jeux d'Amérique centrale et des Caraïbes
- San Salvador 2002
  -  Médaillé d'or de la poursuite par équipes.
- Carthagène des Indes 2006
  -  Médaillé d'or de la poursuite individuelle[2].

### Championnats de Colombie
- Pereira 2007
  -  Médaillé d'or de la poursuite par équipes (avec Jairo Pérez, Juan Pablo Forero et Arles Castro)[37].
  -  Médaillé de bronze de la poursuite individuelle[38].
- Barranquilla 2009
  -  Médaillé d'or de l'omnium[39].
- Medellín 2010
  -  Médaillé d'argent de la course scratch[40].
- Cali 2017
  -  Médaillé d'argent de la course à l'américaine (avec Bryan Gómez)[41].
- Cali 2019
  -  Médaillé d'argent de la poursuite par équipes (avec Javier González, Dalivier Ospina et Sebastián González)[42].
  -  Médaillé de bronze de l'omnium[43].